# Ligaria cuneifolia
Ligaria cuneifolia är en tvåhjärtbladig växtart som först beskrevs av R. & P., och fick sitt nu gällande namn av Van Tieghem. Ligaria cuneifolia ingår i släktet Ligaria och familjen Loranthaceae. Inga underarter finns listade i Catalogue of Life.